# Le rose di Danzica
Le rose di Danzica è un film del 1979 diretto da Alberto Bevilacqua. 
Il film, di produzione italiana, è tratto dal diario del barone Erich von Lehner ritrovato dal regista. Nel 2009 Bevilacqua ha poi pubblicato Le rose di Danzica, per l'editore Gruppo Albatros Il Filo.

## Trama
Attraverso il confronto tra due capi militari, Konrad von der Berg e Erich von Lehner, il film racconta dell'incontro tra i nazionalsocialisti della prima ora e i loro avversari.

## Distribuzione
Il film ha ottenuto il visto censura n° 74137 il 19 ottobre 1979. Ne esiste una versione estesa in tre puntate, trasmessa in prima visione il 7, 14 e 21 ottobre 1981.

## Colonna sonora
La colonna sonora di Luis Bacalov è stata pubblicata per la prima volta in CD dalla Beat Records Company nel 2016.